# Carpark North (musikalbum)
Carpark North är det danska bandet Carpark Norths första album. Det kom ut den 2 april 2003.

## Låtlista
1. "Homeland" - 5:12
2. "Transparent & Glasslike" - 3:39
3. "There's a Place" - 4:27
4. "I and You" - 5:24
5. "In the Dark" - 2:30
6. "Kiss Me" - 4:53
7. "40 Days" - 3:09
8. "Wild Wonders" - 3:56
9. "Spain" - 4:27
10. "The Last End" - 6:2